# The Affair of the Necklace
The Affair of the Necklace (bra O Enigma do Colar; prt O Caso do Colar) é um filme estadunidense de 2001, um drama com fundo histórico dirigido por Charles Shyer, roteirizado por John Sweet e com música de David Newman.

## Sinopse
Na França do século 18, no período pré-revolucionário, jovem aristocrata pretende resgatar seu título de nobreza, e para isso arma um ardil que inclui um valioso colar.[carece de fontes?]

## Elenco
- Hilary Swank....... Jeanne St. Remy de Valois
- Jonathan Pryce....... 	cardeal Louis de Rohan
- Simon Baker....... Rétaux de Vilette
- Adrien Brody....... conde Nicolas De La Motte
- Brian Cox....... ministro Louis Auguste Le Tonnelier de Breteuil
- Joely Richardson....... Maria Antonieta
- Christopher Walken....... conde Cagliostro
- Hayden Panettiere....... a jovem Jeanne
- Simon Kunz....... rei Luís 16
- Paul Brooke
- Peter Eyre